# Isqui

Pelvis

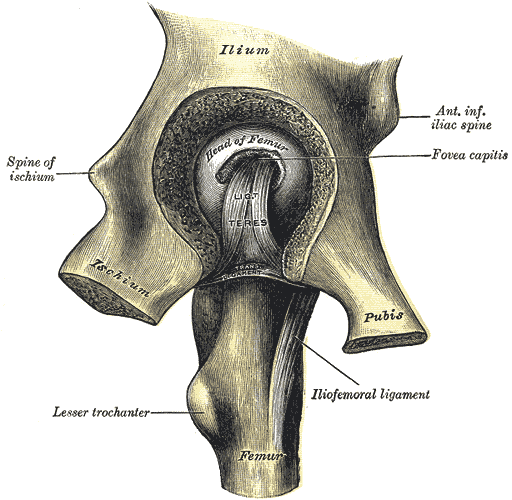
Isqui, a la part de sota a l'esquerra

L'os isqui o isquiàtic o ísquium (en llatí: os ischii, en anglès: Ischium) forma la part baixa i del darrere del coxal (os coxae). Aquesta paraula prové del grec: ἰσχίον ischion, que significa "maluc". (Taber's, 1985).
L'isqui és cadascun dels ossos situats a la pelvis que formen part de cada coxal, en fusionar-se amb l'ili i el pubis. És divisible en dues porcions: el cos de l'isqui i la branca (superior i inferior) de l'isqui.
La protuberància o tuberositat isquiàtica és el promontori posteroinferior de l'isqui.
La branca isquial és l'os més fort d'entre els ossos coxals.

## En els dinosaures
El clade Dinosauria es divideix en Saurischia i Ornithischia basat en l'estructura de la pelvis, incloent l'isqui.

Estructura pelviana d'Ornithischia (esquerra)
Estructura pelviana dels Saurischia (esquerra).

## Imatges addicionals

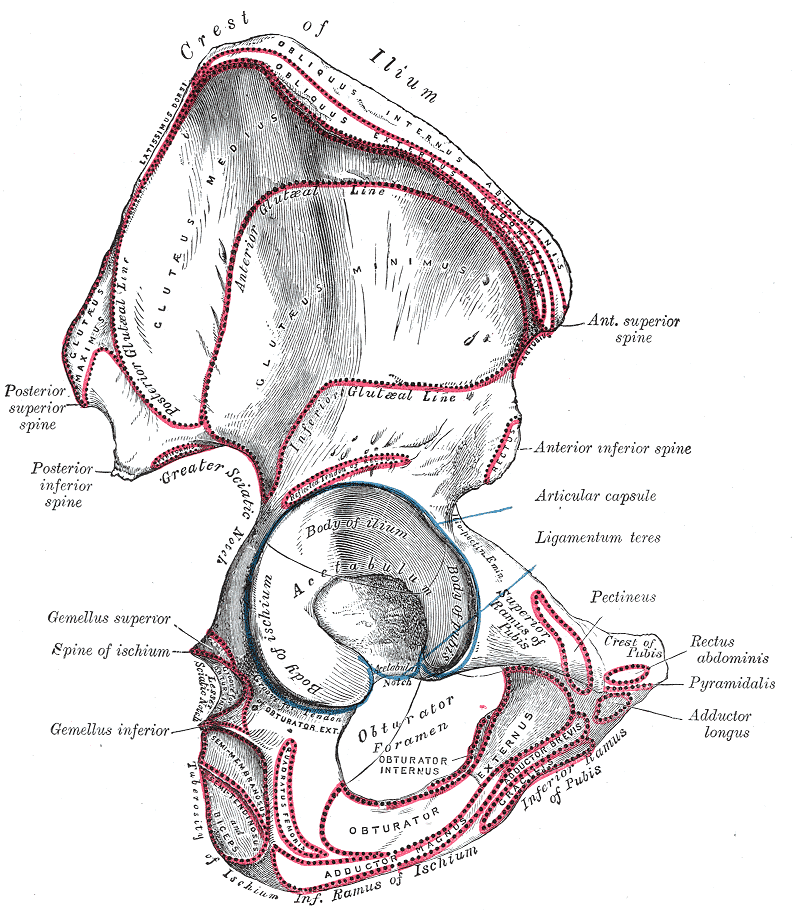
Superfície externa.
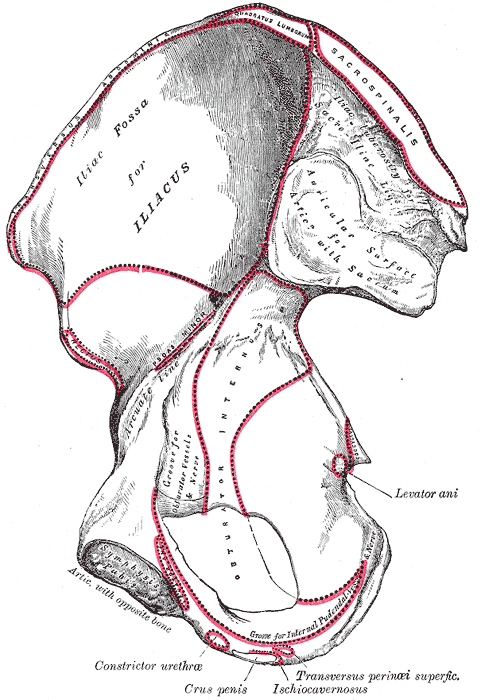
Superfície interna.
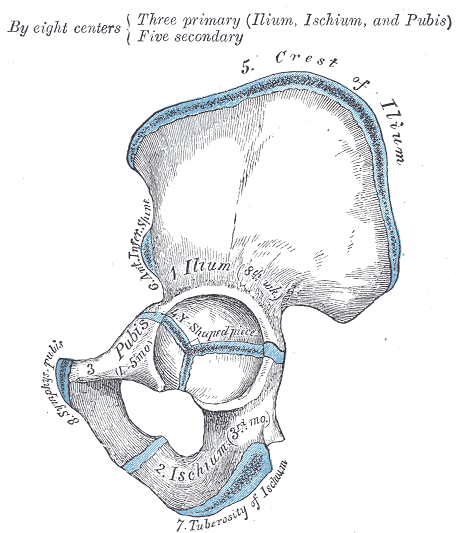
Pla d'ossificació de l'isqui.
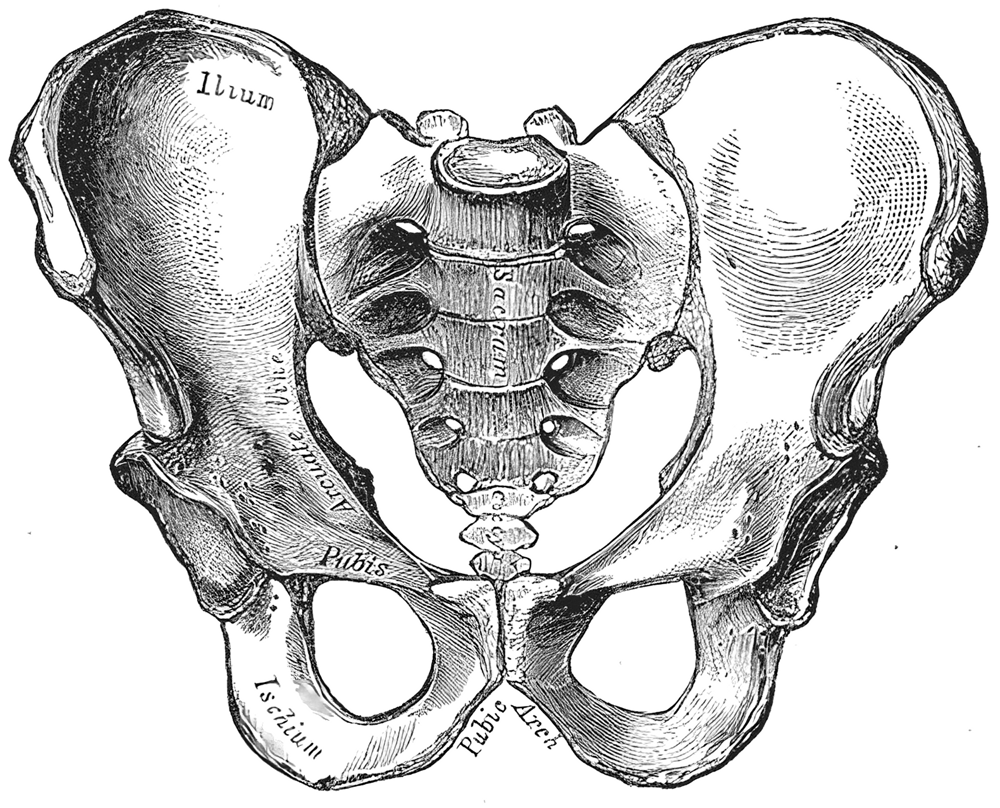
.
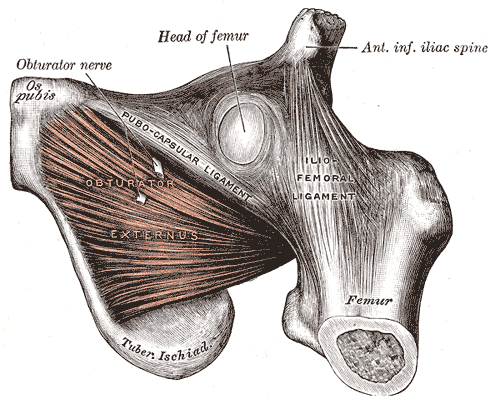
L'Obturator externus.
Pelvis